# Pseudozizeeria maha
Pseudozizeeria maha – gatunek motyla z rodziny modraszkowatych (Lycaenidae). Występuje w Azji. W Japonii jest gatunkiem pospolitym, jednym z pierwszych, u których potwierdzono negatywne skutki fizjologiczne i genetyczne spowodowane przez izotopy promieniotwórcze wyemitowane do otoczenia w wyniku katastrofy elektrowni jądrowej Fukushima I w 2011 roku. 
Wyróżniane podgatunki:
- Pseudozizeeria maha maha Kollar, 1844
- Pseudozizeeria maha ossa Swinhoe, 1885
- Pseudozizeeria maha kashikurai Nakamura, 1931
- Pseudozizeeria maha okinawana Matsumura, 1929
- Pseudozizeeria maha saishutonia Matsumura, 1927